# Osteoblast

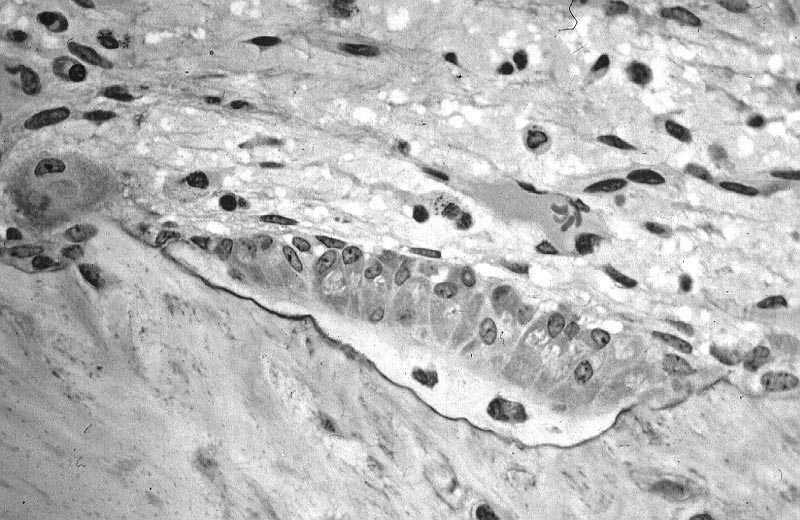
Aufnahme mehrerer Osteoblasten. In der TEM-Aufnahme ist das von den Osteoblasten synthetisierte Osteoid als helle, zur mineralisierten Knochenmatrix hin scharf abgegrenzten Zone (schwarze Grenzlinie) mit zwei eingelagerten Osteozyten gut zu erkennen.

Osteoblasten (von altgriechisch ὀστέον ostéon, deutsch ‚Knochen‘, und βλαστός blastós, deutsch ‚Keim, Spross‘; Singular der Osteoblast) sind Zellen, die für die Bildung von Knochengewebe bei der Knochenbildung, beim Knochenwachstum und beim Knochenumbau sorgen. 

## Bau und Funktion
Osteoblasten entwickeln sich aus undifferenzierten Mesenchymzellen, embryonalen Bindegewebszellen. Sie bilden die Grundlage der Knochensubstanz, die Knochenmatrix (Osteoid), indem sie vor allem Typ-1-Kollagen und Calciumphosphat in Form von Hydroxylapatit in den interstitiellen Raum ausscheiden. Osteoblasten besitzen lange Zellausläufer, mit denen sie mit dem nichtmineralisierten Gewebe oder über gap junctions mit benachbarten Osteoblasten in Verbindung bleiben. Die Osteoblasten bilden viel Alkalische Phosphatase. Ihre Aktivität wird durch Hormone, vor allem durch Wachstumshormon gesteuert.
Beim Prozess der Knochenbildung (Ossifikation) produzieren die Osteoblasten um sich herum immer mehr Osteoid und mauern sich damit selbst ein. Dadurch wird der Osteoblast zum  nicht mehr teilungsfähigen Osteozyten. Gegenspieler der Osteoblasten sind die Osteoklasten, die Knochensubstanz abbauen können. Der ständig im Knochengewebe stattfindende Prozess des Knochenumbaus ist ein Wechselspiel von Osteoblasten und Osteoklasten. Knochenab- und ausbau können dabei aber zeitlich und räumlich unabhängig voneinander ablaufen.
Entartete Osteoblasten können Ausgangspunkt für Osteoblastome sein. Diese gutartigen Knochentumoren treten vor allem bei männlichen Jugendlichen auf.

## Forschungsgeschichte
Als einer der Begründer der Osteoblastenlehre kann Henri Louis Duhamel du Monceau angesehen werden. Im Jahr 1867 hatte Carl Gegenbaur erstmals die zuinnerst gelegenen Zellen der Knochenhaut als „Osteoblasten“ beschrieben. Weitere bedeutende Vertreter der Osteoblastenlehre, der 1901 noch von Barth und Marchand widersprochen wurde, waren unter anderem Erich Lexer und seine Schule, Bürkle de la Camp und H. Matti.